# Juan Amor Tarnowski
Jan Amor Tarnowski o Juan Amor Tarnowski, llamado Conde de Tarnów, Polonia (1488 – Wiewiórka, Polonia; 16 de mayo de 1561), conocido también como hetman Tarnowski fue un cronista, orador, comandante y teórico militar, que obtuvo su mayor victoria en la célebre batalla de Obertyn. Fue Castellan de Wojnicz de 1522; gobernador de Sandomierz 1525-1552, Lubaczów 1539-1561, Stryi 1539-1559, Dolina 1540-1559, Jmelnitsky 1531/1532- 1561, el gobernador de Rusia 1527-1535, el gobernador de Cracovia 1535-1536, Castellan de Cracovia de 1536; y Gran Hetman de la Corona en los años 1527-1533, 1539-1552, 1554-1555 y 1557-1559. Usó el escudo de armas Leliwa.

## Juventud
Juan Amor Tarnowki nació en Tarnów, Polonia. Era hijo del Castellan y gobernador Jan Amor Iunior Tarnowski y Barbara z Rożnowa, nieta Zawisza Czarny. Perdió a su padre a los doce años. Desde 1500 cortesano de cardenal Federico Jagellón, cortesano de reyes:  Juan I Alberto (1500-1501), Alejandro I Jagellón (1501-1506) y al principio el reinando de  Segismundo I. Recibirse de la instrucción humanista, clásica y militar.
En el año 1508 participó en la Batalla de Orsha. En el año 1512 como capitán luchó contra los tártaros en la batalla de Lvov bajo el mando del Hetman Konstanty Ostrogski. 8 de septiembre de 1514 combatió como comandante de tropas en la próxima batalla de Orsha bajo el mando del Hetman Konstanty Ostrogski.

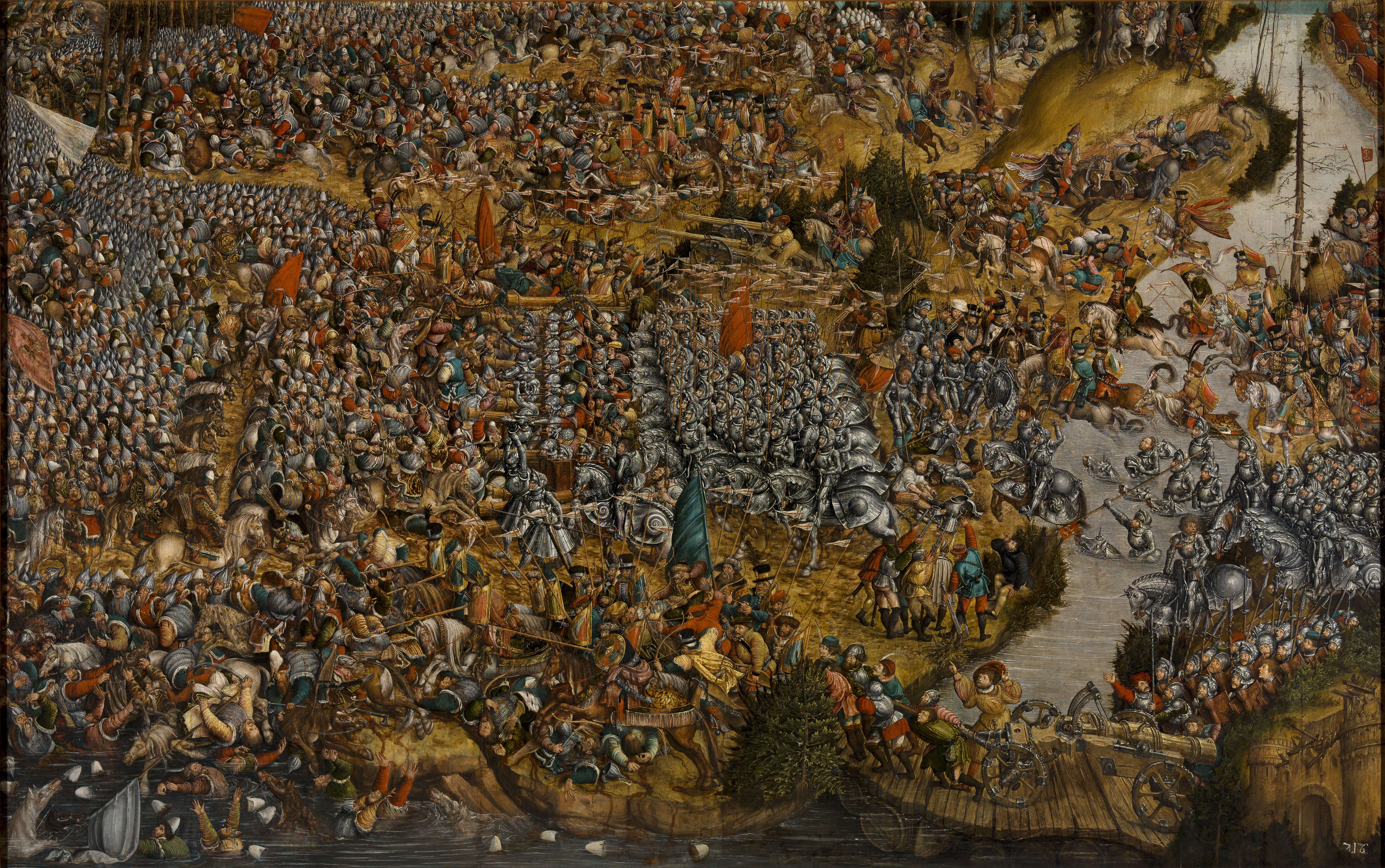
Batalla de Orsha. - Imagen de un pintor anónimo de una cuarta parte del

Después de la muerte del hermano mayor de 1514 tratados: la sucesión y la gestión del patrimonio familiar. En 1515 tomó parte en la reunión Jagiellonian con los Habsburgo en Viena, pero solo como un cortesano. En 1517 murió su madre.

### Viajar.
Juan Amor Tarnowski como complemento el conocimiento del mundo viajó en los años 1518-1520. Visitó Italia, el Oriente Medio, incluida Siria, Palestina, Egipto, Grecia, Turquía y Tierra Santa, y una vez más Italia, España y Portugal.
En Portugal, el rey Manuel I el espaldarazo Juan Amor en la iglesia de San Juan en Lisboa. Tarnowski y tomó parte en la expedición portuguesa contra los moros en las costas de Libia.
Luego visitó Francia, Inglaterra, Alemania y el Reino de Bohemia. El Polonia él volvió antes de febrero de 1520.

## Carrera militar

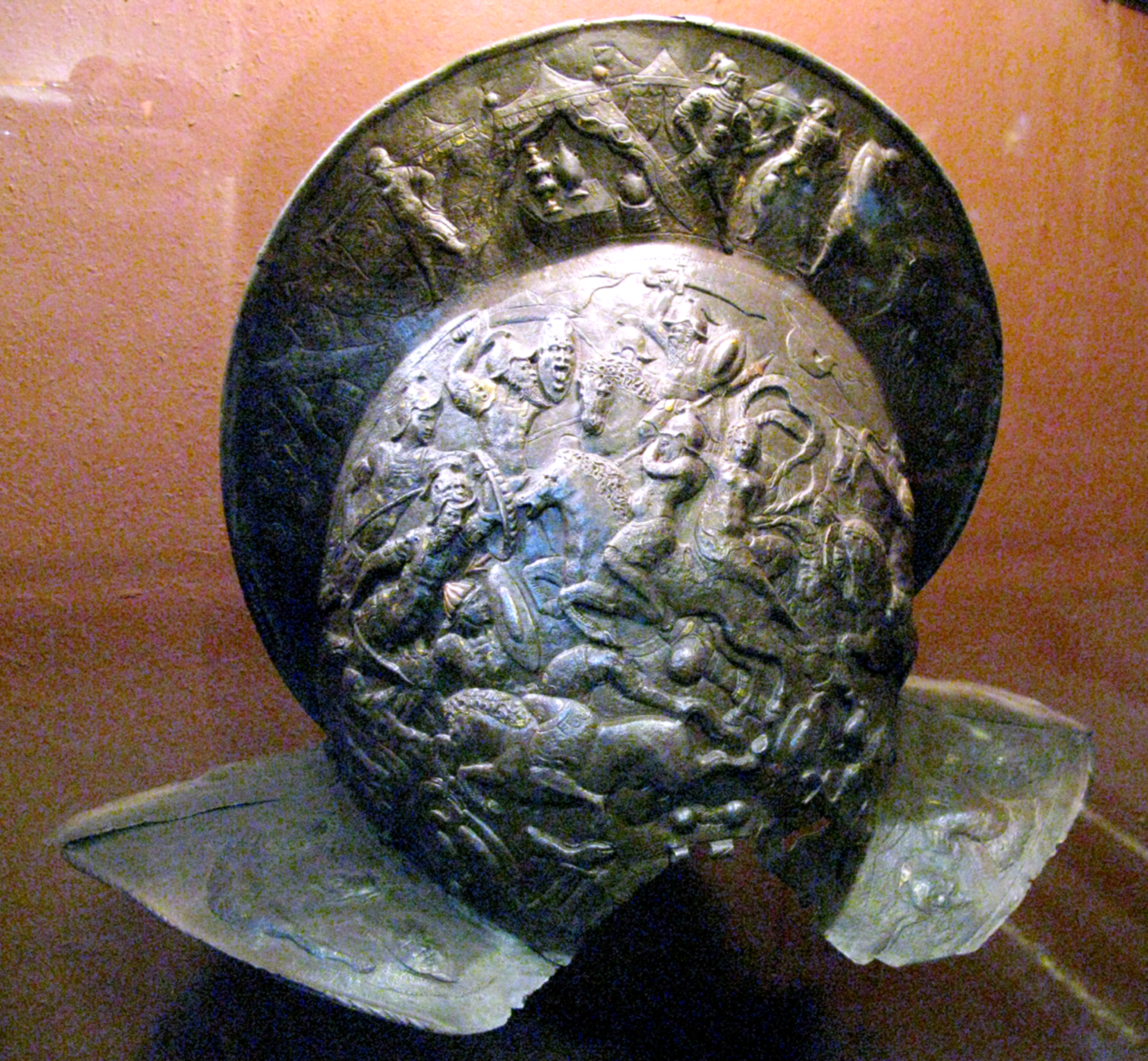
Borgoñota de Juan Amor Tarnowski.

16 de febrero de 1520 en Torun, habló con el rey, de sus planes para conquistar el rebelde Estado monástico de los Caballeros Teutónicos. Juan Amor Tarnowski fue el autor de la estrategia militar la victoria en la guerra, pero aplicado hetman Mikołaj Firlej Juan amor asistieron entre otros en el asedio de Königsberg en 1520.

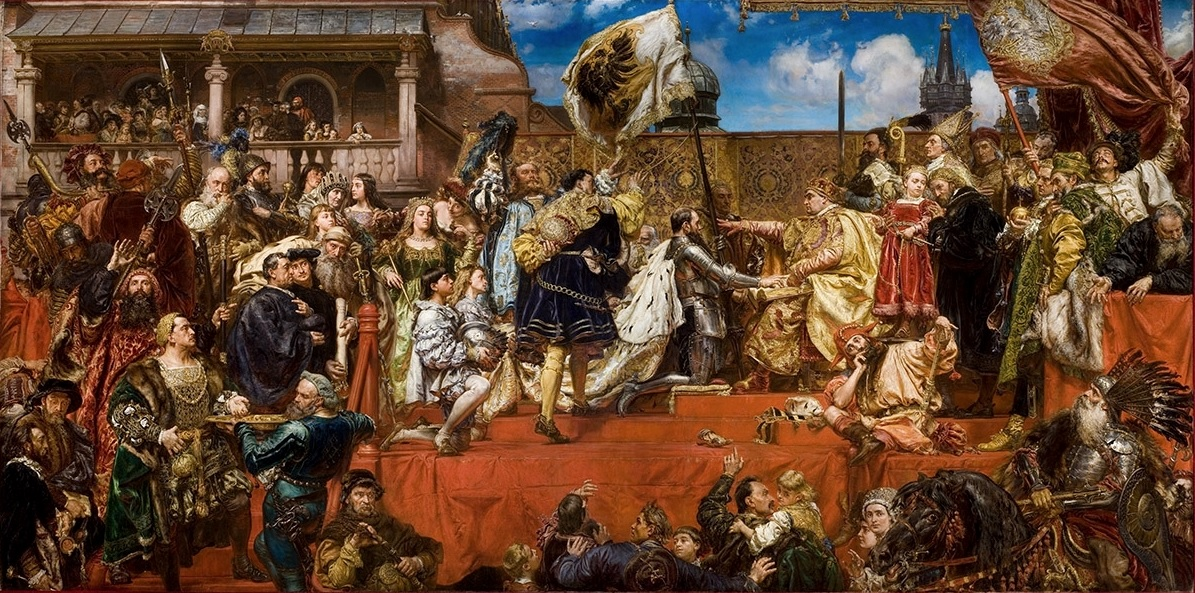
Jan Matejko „Hołd Pruski”. Jan Amor Tarnowski es la maza en la parte izquierda de la imagen - alegoría años más tarde nombramiento a la hetman.

En relación con el asedio de Belgrado en el año 1521 y la guerra Habsburgo con Turquía, fue enviado al rescate. En 1524 la escaramuza en Komarno (Lviv) destruyó parte del ejército turco. Cuando en 1528 de Hungría fue exiliado rey Juan Zapolsky, Juan Amor dio a su disposición su castillo en Tarnow durante seis meses, y reclutado, junto con Piotr Kmita, del ejército para él.
Juan Amor cambió la organización del ejército polaco, el equivalente medieval de su tiempo en los métodos de lucha, el movimiento del ejército, el organizó, siguiendo el ejemplo de los husitas. Él creó: los servicios modernos de estado mayor del ejército, artillería a caballo; hospitales de campaña, financiada por la Real; cuerpo de ingenieros, tropas de logística que ocuparon el movimiento de tropas y el establecimiento de campamentos militares. Él introdujo un código de disciplina militar (– "akty hetmańskie"); los tribunales militares y la institución de los capellanes militares. Invirtió en la minería y el procesamiento de metales en Polonia, lo que podría tener implicaciones para la capacidad de defensa.
22 de agosto de 1531 ganaron la batalla de Obertyn ejército moldavo, bajo el mando de Petru Rareș, que tenía tres veces la ventaja numérica. En esta batalla, las víctimas del lado polaco era muy poco, y el moldavo mucho.
Durante la Guerra del Gran Ducado de Lituania (que estaba en la unión con el Reino de Polonia) con el Gran Ducado de Moscú en los años 1534 a 1537, él era el comandante de las fuerzas polacas y mercenarios, que han adquirido fortalezas: 16 de julio de 1535 Gómel y 29 de agosto de 1535, después de un mes de asedio, Starodub, las noticias de los otros, incluyendo rendido y: Poczep, Radohoszcz.

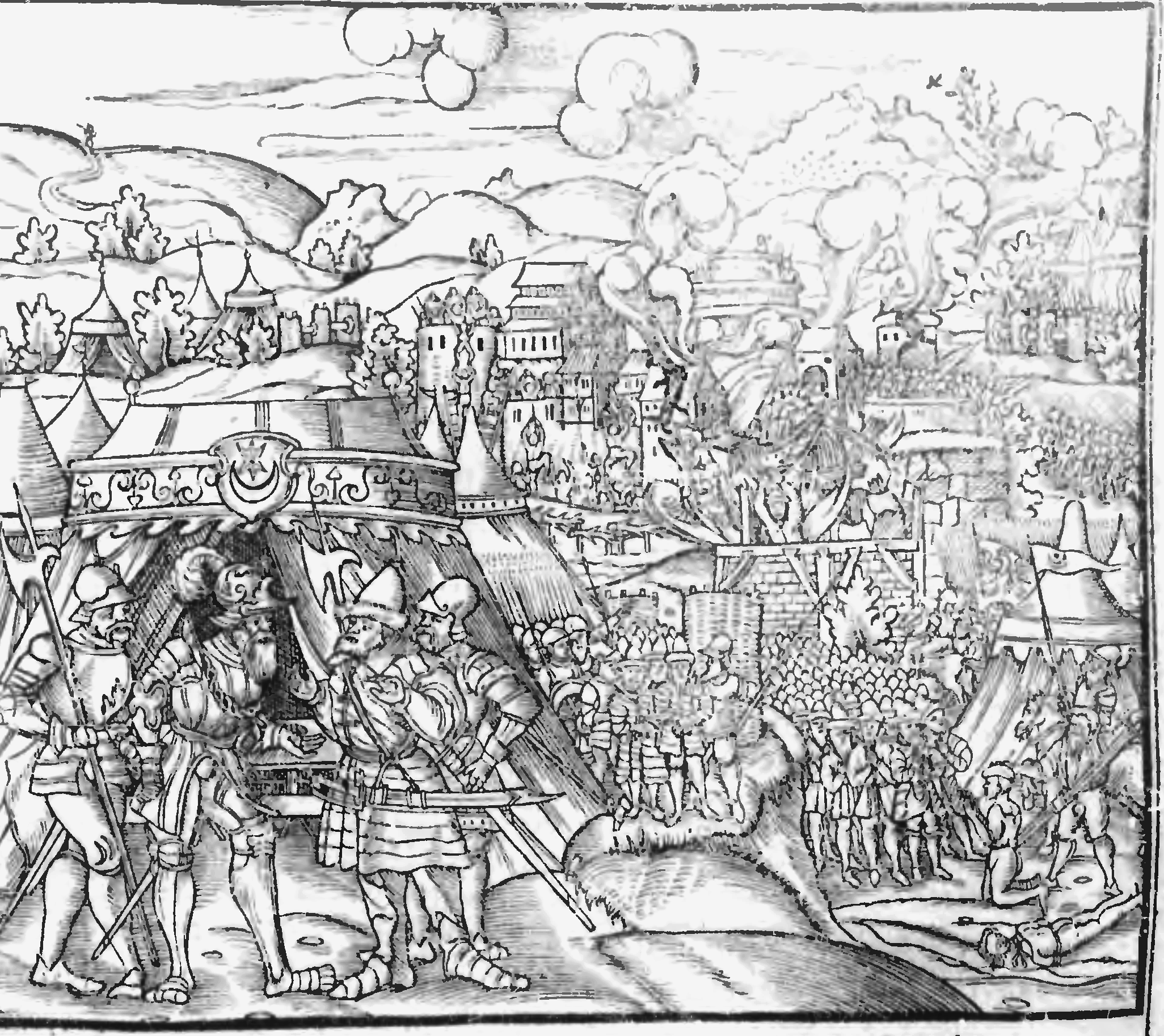
Hetman Juan Tarnowski podczas oblężenia Staroduba w roku 1535. – Marcin Bielski Kronika to jest historia wszystkyego swyata, Cracovia, 1564.

Del 17 de agosto de 1538 durante la guerra con Moldavia, sitiaron el castillo Chocim Moldova é inclináronse para hacer la paz.
Luego, en relación con la incautación, en 1541 agosto, el Reino de Hungría por Turquía, Juan Amor ha creado una serie de planes para una guerra con Turquía, ya que ambos países Polonia y más vulnerables en el marco del imperio de los Habsburgo. En su política hacia Turquía, que era un partidario de la política de los Habsburgo, que indica su relación con el ataque, que fue hecho por Fyodor Sanguszko en Ochakiv en 1545, jednak na domaganie się przez ks. pruskiego Albrechta Hohenzollerna od króla Zygmunta Augusta następstwa tronu dla Habsburga w przypadku bezdzietnej śmierci powiedział do króla: „To, królu, nie będzie, ani ty możesz tego czynić, gdyż to nie we władzy twej jest”.
A finales del verano 1549, durante la invasión de los tártaros bajo el mando de Imin Soltan, hijo de Khan Sahib Gereja, spowodaowal cerca de Tarnópol de escape soldados tártaros.
La intervención en Livonia en 1557 no participó debido a la mala salud, pero gracias a él, el Parlamento aprobó los impuestos para este propósito.
A pesar de la presentación de poker en 1559, no cesaron los esfuerzos para la mejor defensa del reino.
Él era un partidario activo de la política militar y la expansión, pero no en Hungría, ya que el partido nacional, pero de acuerdo a la tradición familiar en el bajo Danubio, frente a Turquía.

## Como oficial.
Gran ambición y la dificultad en la obtención de posiciones hicieron que él se volvió irritable y oposición orientada a la corte real.  En política interior era popular entre la nobleza, pero se opuso a los privilegios de subida de la nobleza. Aunque no se entiende bien con rey Segismundo I y la reina Bona estaba con ellos durante la rebelión, que se conoce como la Wojna Kokosza.

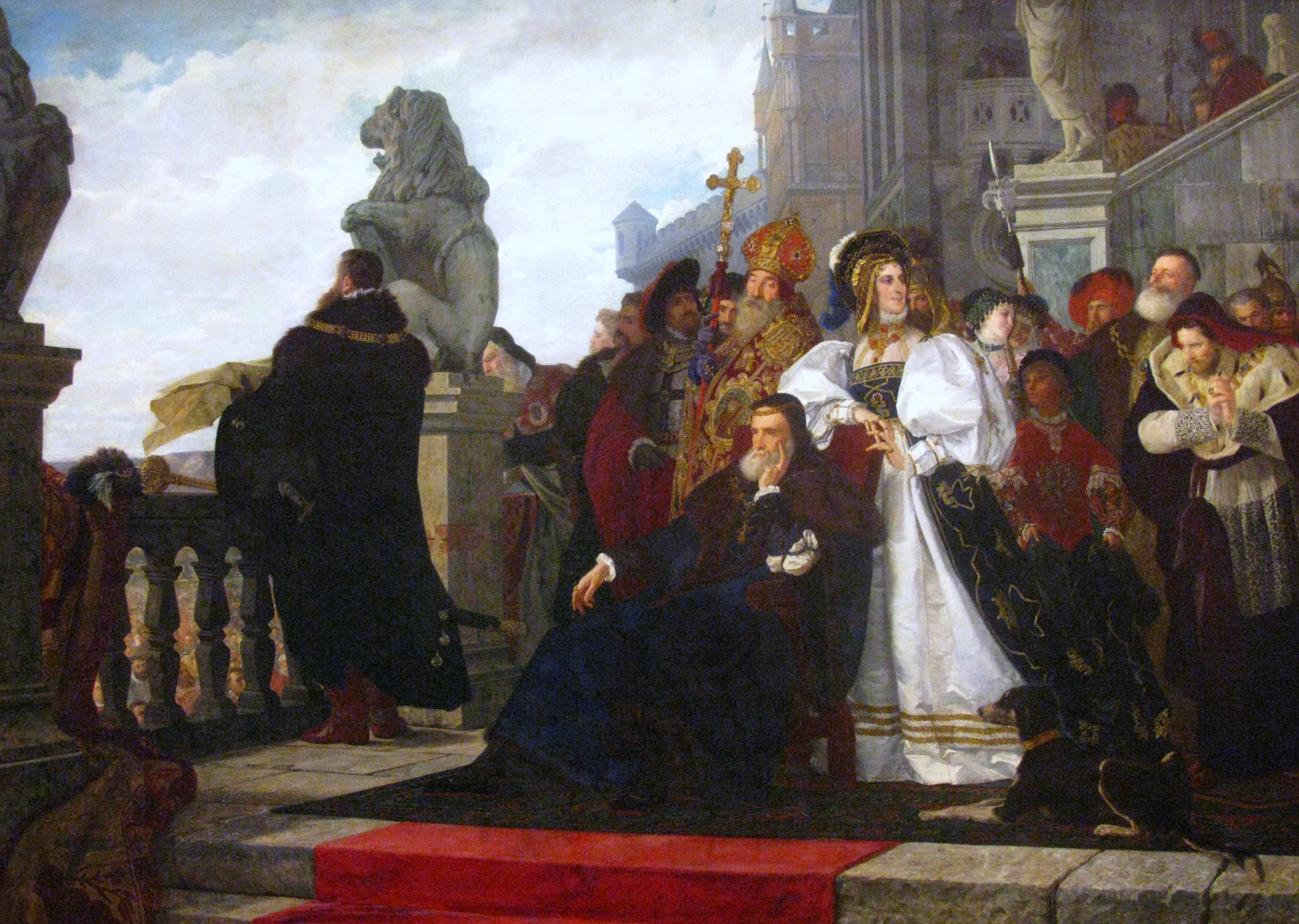
Henryk Rodakowski „Wojna kokosza”, imagen de 1872. Jan Amor Tarnowski muestra cuando la lectura de artículos que terminan Wojna kokosza el Domingo 9 de septiembre de 1537 en Lviv.

Inicialmente, una mejor comprensión de rey Segismundo II, entre otras, por el apoyo, post factum, por el matrimonio del rey con Bárbara Radziwiłł. Su enemigo político y personal era hijo de su hermana Piotr Kmita. Fue un excelente administrador, no solo el presupuesto, militares y civiles, sino también su propiedad privada, así como un mecenas de la literatura, y esculturas.
Murió 16 de mayo de 1561 en el Wiewiorka, fue sepultado en la Catedral de Tarnow.

## Principales obras
- Terminatio ex itinerario Illustris et Magnifici Domini Joanis Comitis in Tarnow Castellani Cracoviensis Supremi exercituum Regni Poloniae Ducis, Venetiis ad Terram Sanctam proficientis, en: K. Hartleb "Itinerarium J. Tarnowskiego z pobytu w Ziemi Św. z r. 1518", Kwartalnik Historyczny 1930; manuscrito: Biblioteka Czartoryskich, Teki Naruszewicza n. 33, a. 1518, (diario viaje a la Tierra Santo en 1517, parte 1 en latina, parte 2 en lengua polaca)
- Pouczenie hetmana podskarbiemu koronnemu dane, 1528; publ. en: S. Kutrzeba "Polskie ustawy i artykuły wojskowe od XV do XVIII wieku", Cracovia, 1939, PAU Archiwum Komisji Historii Wojskowej n. 3, págs. 38-39.
- Consilium rationis bellicae, I ed. a título: Rada sprawy wojennej – ~ 1555,[52] II ed. a título: Consilium rationis bellicae – Tarnów, 1558, imprenta Łazarz Andrysowic.[53][54]
- Artykuły wojenne, proclamada por I. Polkowski "Sprawy wojenne króla Stefana Batorego. Dyjaryjusze, relacyje, listy i akta z lat 1576-1586", Cracovia 1887, Acta Historica Res Gestas Poloniae Illustrantia, t. 11, pág. 240 y el próximo;, entre otros: Oprawianie zamków albo miast, surgido antes de 1561; reimprimir S. Kutrzeba "Polskie ustawy i artykuły wojskowe od XV do XVIII wieku", Cracovia 1939, PAU Archiwum Komisji Historii Wojskowej n. 3, pág. 313-319; extensos extractos reimpresos por Z. Spieralski en "Polska sztuka wojenna w latach 1454-1562", Varsovia 1958, Wypisy Źródłowe do Historii Polskiej Sztuki Wojennej, libro de ejercicios 4, Prace Komisji Wojskowo-Historycznej MON, seria Popularna, pág. 107-111;
- De bello cum iuratissimis Christianae fidei hostibus Turcis gerendo disputatio sapientissima, I ed. – J. G. Schedius, 1552 Würzburg 1595, imprenta G. Fleichsamnn, (ed. Jehan van der Straten vel Strasius, 1552 y dedicado Carlos V);
- O obronie koronnej i o sprawie i powinności urzędników wojennych, I ed. – Cracovia, 1579, imprenta  Łazarzowa.
- Kronika polska, que falta.

## Las obras literarias dedicadas a Juan Amor Tarnowski
- Jan Kochanowski : en lengua polaca O śmierci Jana Tarnowskiego; en latina: Elegia I. i Elegia V. en „Elegiarum, libri I” oraz Elegia II en „Elegiarum, libri IIII.” en: Ioann. Cochanovii „Elegiarum, libri IIII, ejusdem Foricoenia Sive Epigrammatum libellus.”, Cracoviae, In Officina Lazari. Anno Domini: M. D. LXXXIIII., reimprimir en „Joannis Cochanovií „Carmina Latina.”, emendavit, argumentis et notis instruxit Josephus Przyborowski., Varsaviae in officina Fratrum Jeżynsciorum, 1884.”
- Pedro Ruiz de Moros (vel Petri Royzii Maurei)  Alcaginensis Carmina, ed. B. Kruczkiewicz, t. I.-II., “Corpus Antiquissimorum Poetarum Polobniae Latinorum”, t. V., Cracovia, 1900.

1. ↑  En él lengua materna: Jan Amor Tarnowski; en lengua español: Juan Amor Tarnowski – „Enciclopedia Universal Sopena, diccionario ilustrado de la lengua española”, tomo ocho, Editorial Ramon Sopena S.A., Provenza, 95 – Barcelona, pág. 8351; en latin: Joannes Tarnovius.
2. ↑   Włodzimierz Dworzaczek “Hetman Jan Tarnowski. Z dziejów możnowładztwa małopolskiego.”, Instytut Wydawniczy PAX, Varsovia, 1985, pág. 138, 433, 434, cuarto foto por turno por pág 288.
3. ↑   Włodzimierz Dworzaczek “Hetman Jan Tarnowski. Z dziejów możnowładztwa małopolskiego.”, Instytut Wydawniczy PAX, Varsovia, 1985, pág. 14.; Stanisław Orzechowski „Żywot i śmierć Jana Tarnowskiego”, Biblioteka Narodowa, seria I, nr. 210, Vratislavia-Varsovia-Cracovia-Gdańsk, 1972, pág. 280.
4. ↑  Además de esto, varios niños murieron en la infancia. - Włodzimierz Dworzaczek “Hetman Jan Tarnowski. Z dziejów możnowładztwa małopolskiego.”, Instytut Wydawniczy PAX, Varsovia, 1985, pág. 434.
5. ↑  La forma latina del nombre Joannes Tarnovius.
6. ↑  Zdzisław Spieralski “Jan Tarnowski 1488-1561”, Varsovia, 1977, pág. 401.
7. ↑   Włodzimierz Dworzaczek “Hetman Jan Tarnowski. Z dziejów możnowładztwa małopolskiego.”, Instytut Wydawniczy PAX, Varsovia, 1985, pág. 138, 433, 434, cuarto foto por turno por pág 433.
8. ↑  Muy a menudo, la aceptación y la renuncia al cargo del primer comandante del rey fue resultado en parte a las diferencias en la estrategia, pero principalmente de la financiación de la defensa del país, en parte, de su propio bolsillo por Juan Amor y los préstamos se hayan efectuado debido a esto. Y de ahí los activos resultante complicaciones. En los períodos en los que no había, formalmente, el primer soldado del rey, el rey y sus oficiales le pidió consejo, y cumplir con ellos. – Włodzimierz Dworzaczek “Hetman Jan Tarnowski. Z dziejów możnowładztwa małopolskiego.”, Instytut Wydawniczy PAX, Varsovia, 1985, entre otros: pág. 22, 23, 39, 160, 206. Z tego powodu także: Pouczenie hetmana podskarbiemu koronnemu dane <Instrucción por hetman el tesorero de la Corona>, 1528; publ. en: S. Kutrzeba "Polskie ustawy i artykuły wojskowe od XV do XVIII wieku", Cracovia, 1939, PAU Archiwum Komisji Historii Wojskowej n. 3, págs. 38-39.
9. ↑  Conocido también como Jan Amor Młodszy.
10. ↑  Él solo, sin el permiso del rey podía entrar en sus salas. - Włodzimierz Dworzaczek “Hetman Jan Tarnowski. Z dziejów możnowładztwa małopolskiego.”, Instytut Wydawniczy PAX, Varsovia, 1985, pág. 16; Stanisław Orzechowski „Żywot i śmierć Jana Tarnowskiego”, Biblioteka Narodowa, seria I, nr. 210, Vratislavia-Varsovia-Cracovia-Gdansk, 1972, pág. 214.
11. ↑   Włodzimierz Dworzaczek “Hetman Jan Tarnowski. Z dziejów możnowładztwa małopolskiego.”, Instytut Wydawniczy PAX, Varsovia, 1985, pág. 16-19.
12. ↑   Włodzimierz Dworzaczek “Hetman Jan Tarnowski. Z dziejów możnowładztwa małopolskiego.”, Instytut Wydawniczy PAX, Varsovia, 1985, pág. 20.
13. ↑   Diario viaje a la Tierra Santo y Siria; – K. Hartleb, „Najstarszy dziennik podróży do Ziemi Świętej i Syrii Jana Tarnowskiego.” en: „Kwartalnik Historyczny”. R.XLIV:1930, libro de ejercicios 1, pág. 26-44; y „Itinerarium Jana Tarnowskiego z pobytu w Ziemi Świętej z r. 1518”, pág. 50-56; Śląska Biblioteka Cyfrowa. Menciónes en: J.St. Bystroń, „Polacy w Ziemi Świętej, Syrii i Egipcie, 1147-1914”, Cracovia 1930, pág. 15-17; M. Kaczmarek, R. Pollak (red), introducció „Antologia pamiętników polskich XVI w.”, Vratislavia, 1966, pág. XXXI-XXXII
14. ↑   El año 1518 fue en Jerusalén caballero de Orden del Santo Sepulcro de Jerusalén – Zdzisław Spieralski, „Jan Tarnowski 1488-1561”, Varsovia 1977, pág. 80.
15. ↑   O przynależności Jana Tarnowskiego do Zakonu Rycerskiego Grobu Bożego w Jerozolimie pisali także: Kamiński J., Przymus U. (red.) „Zwierzchnictwo w Polsce Zakonu Rycerskiego Grobu Bożego w Jerozolimie.”, Księgarnia Św. Jacka, Katowice, 2008.
16. 1 2 3   Włodzimierz Dworzaczek “Hetman Jan Tarnowski. Z dziejów możnowładztwa małopolskiego.”, Instytut Wydawniczy PAX, Varsovia, 1985, pág. 21.
17. ↑  Zdzisław Spieralski, „Jan Tarnowski 1488-1561”, Varsovia 1977, pág. 81-82.
18. ↑   Włodzimierz Dworzaczek “Hetman Jan Tarnowski. Z dziejów możnowładztwa małopolskiego.”, Instytut Wydawniczy PAX, Varsovia, 1985, pág. 21-22.
19. ↑   Mikołaj Firlej – Gran Hetman de la Corona 1515-1526, Castellan de Cracovia 1520-1526.
20. ↑  Zdzisław Spieralski, „Jan Tarnowski 1488-1561”, Varsovia, 1977, pág. 86-87.
21. ↑  Identificación sobre la base de un: „Nowoczesne malarstwo polskie. Katalog zbiorów pod redakcją Zofii Gołubiew”, w serii „Katalogi zbiorów Muzeum Narodowego w Krakowie”, Parte 1 – „Malarstwo polskie XIX wieku”, Halina Blak, Barbara Małkiewicz, Elżbieta Wojtałowa, Cracovia, 2001, pág. 209.
22. ↑   Bernard Wapowski „Kroniki Bernarda Wapowskiego z Radochniec, kantora katedralnego krakowskiego, część ostatnia: czasy podługoszowskie obejmująca (1480-1535).”, ed. Józef Szujski, Scriptores Rerum Polonicarum, t. II, Cracovia, 1874, pág.194.
23. ↑  Zdzisław Spieralski, „Jan Tarnowski 1488-1561”, Varsovia 1977, pág. 98.
24. ↑   Zdzisław Spieralski, „Jan Tarnowski 1488-1561”, Warszawa 1977, pág. 124-125.
25. ↑   Włodzimierz Dworzaczek „Hetman Jan Tarnowski. Z dziejów możnowładztwa małopolskiego.”, Instytut Wydawniczy PAX, Varsovia, 1985, pág. 32-34.
26. ↑   Norman Davies „Boże igrzysko. Historia Polski.”, Wydawnictwo Znak, Cracovia, 1992, Tom I: „Od początków do roku 1795.”, pág. 172-173.
27. ↑   Norman Davies „Boże igrzysko. Historia Polski.”, Wydawnictwo Znak, Kraków, 1992, Tom I: „Od początków do roku 1795.”, pág. 183.
28. ↑   Włodzimierz Dworzaczek „Hetman Jan Tarnowski. Z dziejów możnowładztwa małopolskiego.”, Instytut Wydawniczy PAX, Varsovia, 1985, pág. 42-45.
29. ↑   Marian Kukiel „Zarys historii wojskowości w Polsce”, Puls Publications LTD, London,, pág. 58-64.
30. ↑   Norman Davies „Boże igrzysko. Historia Polski.”, Wydawnictwo Znak, Kraków, 1992, Tom I: „Od początków do roku 1795.”, pág. 202.
31. ↑  Włodzimierz Dworzaczek „Hetman Jan Tarnowski. Z dziejów możnowładztwa małopolskiego.”, Instytut Wydawniczy PAX, Varsovia, 1985, pág. 73-75.
32. ↑   Włodzimierz Dworzaczek „Hetman Jan Tarnowski. Z dziejów możnowładztwa małopolskiego.”, Instytut Wydawniczy PAX, Varsovia, 1985, pág. 75-76.
33. ↑   Włodzimierz Dworzaczek „Hetman Jan Tarnowski. Z dziejów możnowładztwa małopolskiego.”, Instytut Wydawniczy PAX, Varsovia, 1985, pág. 88-89.
34. ↑   General: De bello cum iuratissimis Christianae fidei hostibus Turcis gerendo disputatio sapientissima, Dedicado a Carlos V, y publicado más tarde, enviado por Jehan van der Straten (, también conocido como Strasius), Charles V, 17 de septiembre de 1542. – Włodzimierz Dworzaczek „Hetman Jan Tarnowski. Z dziejów możnowładztwa małopolskiego.”, Instytut Wydawniczy PAX, Varsovia, 1985, pág. 108-109. Otro plan a Turquía fragmentación interna, envió Tarnowski en el 1543 por el rey Fernando el emperador Carlos V.  – Włodzimierz Dworzaczek „Hetman Jan Tarnowski. Z dziejów możnowładztwa małopolskiego.”, Instytut Wydawniczy PAX, Varsovia, 1985, pág. 120-121.
35. ↑   Włodzimierz Dworzaczek „Hetman Jan Tarnowski. Z dziejów możnowładztwa małopolskiego.”, Instytut Wydawniczy PAX, Varsovia, 1985, pág. 122. Tarnowski intenciones compartidas por el rey Segismundo Augusto. – Włodzimierz Dworzaczek „Hetman Jan Tarnowski. Z dziejów możnowładztwa małopolskiego.”, Instytut Wydawniczy PAX, Varsovia, 1985, pág. 123.
36. ↑   Włodzimierz Dworzaczek „Hetman Jan Tarnowski. Z dziejów możnowładztwa małopolskiego.”, Instytut Wydawniczy PAX, Varsovia, 1985, pág. 182.
37. ↑   La mención de esto en: „Elegia I” i „Elegia V.” del libro I en Jan Kochanowski: „Elegiarum, libri IIII, ejusdem Foricoenia Sive Epigrammatum libellus.”
38. ↑   Al menos una parte del ejército a trabajar a cambio de la condonación de las deudas contraídas en el Juan amor. – Włodzimierz Dworzaczek „Hetman Jan Tarnowski. Z dziejów możnowładztwa małopolskiego.”, Instytut Wydawniczy PAX, Varsovia, 1985, pág. 160.
39. ↑   Włodzimierz Dworzaczek „Hetman Jan Tarnowski. Z dziejów możnowładztwa małopolskiego.”, Instytut Wydawniczy PAX, Varsovia, 1985, pág. 205-206.
40. ↑   Włodzimierz Dworzaczek „Hetman Jan Tarnowski. Z dziejów możnowładztwa małopolskiego.”, Instytut Wydawniczy PAX, Varsovia, 1985, pág. 216.
41. ↑   Dos hermanos de su padre: Jan Amor Starszy z Tarnowa i Jan Gratus z Tarnowa; y el hijo hermano de sus padre: Spytko z Tarnowa i Jarosławia, murió en la batalla de Varna. Y su hermano mayor, Jan Aleksander Tarnowski en el año 1497, durante una expedición moldavo rey Juan I Alberto. – Włodzimierz Dworzaczek „Lelewici Tarnowscy. Z dziejów możnowładztwa małopolskiego. Wiek XIV-XV.”, Warszawa 1971, str. 205.  Włodzimierz Dworzaczek „Genealogia”, Państwowe wydawnictwo Naukowe, Varsovia, 1959, tom II, tarjetas 95 i 96 (Tarnowscy), 97 (Melsztyńscy) i 98 (Jarosławscy).
42. 1 2   Włodzimierz Dworzaczek „Hetman Jan Tarnowski. Z dziejów możnowładztwa małopolskiego.”, Instytut Wydawniczy PAX, Varsovia, 1985, passim.
43. ↑  Reclamaciones Juan Amor a la corte real polaca resultado no sólo el favor de la corte para oponerse a la adquisición de la herencia completa de su padre y hermano. Aunque Jan Amor provenía de una familia de caballeros, se distinguió en la batalla y ganó la confianza de los reyes y fue el dueño y buen administrador de la propiedad, para el año 1517, en la que completó 29 años no ha sido el espaldarazo. – Włodzimierz Dworzaczek “Hetman Jan Tarnowski. Z dziejów możnowładztwa małopolskiego.”, Instytut Wydawniczy PAX, Varsovia, 1985, pág. 17-19, 138.
44. ↑   Włodzimierz Dworzaczek „Hetman Jan Tarnowski. Z dziejów możnowładztwa małopolskiego.”, Instytut Wydawniczy PAX, Varsovia, 1985, pág. 216, 303.
45. ↑   Włodzimierz Dworzaczek „Hetman Jan Tarnowski. Z dziejów możnowładztwa małopolskiego.”, Instytut Wydawniczy PAX, Varsovia, 1985, pág. 81-84.
46. ↑   Segismundo I Se sienta, la reina Bona coloca detrás de él. – Identificar que es una imagen en la base de: Anna Król „Henryk Rodakowski”, Wydawnictwo Dolnośląskie, Vratislavia, 2001, pág, 41.
47. ↑   La identificación de los eventos que hace referencia la imagen. – Włodzimierz Dworzaczek „Hetman Jan Tarnowski. Z dziejów możnowładztwa małopolskiego.”, Instytut Wydawniczy PAX, Varsovia, 1985, pág. 83.
48. ↑   Włodzimierz Dworzaczek „Hetman Jan Tarnowski. Z dziejów możnowładztwa małopolskiego.”, Instytut Wydawniczy PAX, Varsovia, 1985, pág. 133-164.
49. ↑   Włodzimierz Dworzaczek „Hetman Jan Tarnowski. Z dziejów możnowładztwa małopolskiego.”, Instytut Wydawniczy PAX, Varsovia, 1985, pág. 91, 218-249.
50. ↑   Włodzimierz Dworzaczek „Hetman Jan Tarnowski. Z dziejów możnowładztwa małopolskiego.”, Instytut Wydawniczy PAX, Varsovia, 1985, pág. 269-278.
51. ↑   Włodzimierz Dworzaczek „Hetman Jan Tarnowski. Z dziejów możnowładztwa małopolskiego.”, Instytut Wydawniczy PAX, Varsovia, 1985, pág. 269-281.
52. ↑   Włodzimierz Dworzaczek “Hetman Jan Tarnowski. Z dziejów możnowładztwa małopolskiego.”, Instytut Wydawniczy PAX, Varsovia, 1985, pág. 282.
53. ↑   Włodzimierz Dworzaczek “Hetman Jan Tarnowski. Z dziejów możnowładztwa małopolskiego.”, Instytut Wydawniczy PAX, Varsovia, 1985, págs. 282-298.
54. ↑  Consilium rationis bellicae Jana Tarnowskiego, Cracovia, 1858. Archivado el 4 de octubre de 2013 en Wayback Machine.